# Dergaon
Dergaon è una suddivisione dell'India, classificata come town committee, di 13.364 abitanti, situata nel distretto di Golaghat, nello stato federato dell'Assam. In base al numero di abitanti la città rientra nella classe IV (da 10.000 a 19.999 persone).

## Geografia fisica
La città è situata a 26° 41' 60 N e 93° 58' 0 E e ha un'altitudine di 81 m s.l.m..

## Società

### Evoluzione demografica
Al censimento del 2001 la popolazione di Dergaon assommava a 13.364 persone, delle quali 7.422 maschi e 5.942 femmine. I bambini di età inferiore o uguale ai sei anni assommavano a 1.321, dei quali 688 maschi e 633 femmine. Infine, coloro che erano in grado di saper almeno leggere e scrivere erano 11.376, dei quali 6.535 maschi e 4.841 femmine.